# Назад дороги немає (фільм)
«Назад дороги немає» (рос. «Обратной дороги нет») — український радянський трисерійний чорно-білий телевізійний художній фільм 1970 року режисера Григорія Ліпшиця, знятий за однойменною повістю Ігоря Болгарина і Віктора Смирнова.

## Сюжет
Після втечі з концтабору майор Топорков (Микола Олялін) пробирається в партизанський загін для організації доставки зброї ув'язненим, які готують повстання. Щоб відвести увагу німецьких пошукових груп від основного кінного обозу зі справжньою зброєю та визначити зрадника, який передає всі відомості про плани партизанів, в загоні створюється додатковий фальшивий обоз, навантажений ящиками з камінням і піском, що йде хибним шляхом. Про це знає тільки командир загону й очільник обозу Топорков. Один з вісьмох бійців, які супроводжують обоз, зрадник, навколо — непрохідні поліські ліси та болота, в загоні зростає невдоволення Топорковим, а по п'ятах йдуть німці й шляху назад — немає…

## У ролях
- Микола Олялін — майор Топорков
- Олександр Январьов — Гонта
- Олексій Чернов — Андрєєв
- Ігор Ясулович — «Бертолет» (Вілло)
- Микола Мерзлікін — Льовушкін
- Галина Польських — Галя
- Борис Юрченко — Степан
- Лев Лемке — Соломон Беркович
- Валерій Малишев — Митрохін
- Михайло Глузський — командир загону
- Юрій Саранцев — підполковник Стебнєв
- Володимир Олексієнко — сплавник на переправі
- Володимир Волков — капітан Сиромягін
- Неоніла Гнеповська — Фрося, співмешканка Сиромягіна

## Творча група
- Автори сценарію: Ігор Болгарин, Віктор Смирнов
- Режисер-постановник: Григорій Ліпшиць
- Оператор-постановник: Сурен Шахбазян
- Художники-постановники: Георгій Прокопець, Віталій Шавель
- Композитор: Геннадій Гладков
- Текст пісень Михайла Пляцьковського
- Режисери: Олександр Козир, С. Винокуров
- Оператор: М. Сергієнко
- Звукооператор: Георгій Салов
- Режисер монтажу: Варвара Бондіна
- Редактор: Володимир Сосюра
- Художник по костюмах: Н. Браун
- Художник по гриму: Олена Парфенюк
- Художник-декоратор: Віталій Волинський
- Комбіновані зйомки: оператор — Микола Іллюшин, художник — Михайло Полунін
- Асистент режисера: Н. Осипенко
- Асистенти оператора: Геннадій Енгстрем, А. Мороз
- Симфонічний оркестр Українського радіо, диригент — Вадим Гнєдаш
- Консультант: І. Борисов
- Директор картини: Давид Яновер
- Пісні рос. «Мы под пулями ходим нередко», рос. «Ты сам себе выбрал нелёгкую долю», рос. «Нет неизвестных солдат» виконав Володимир Макаров